# Kladinský potok (přírodní rezervace)
Kladinský potok je přírodní památka  v okrese Pelhřimov. Důvodem ochrany lokality jsou břehové porosty a výskyt perlorodky říční.